# Rezonator Foxa-Smitha
Rezonator Foxa-Smitha – rezonator połączony, składający się z trzech zwierciadeł sferycznych, na które promieniowanie kieruje się z użyciem płytki dzielącej umieszczonej wewnątrz rezonatora zasadniczego. Charakteryzuje się większą selektywnością częstotliwościową niż inne rezonatory połączone.